# Petopentia natalensis
Petopentia natalensis ist die einzige Pflanzenart der monotypischen Gattung Petopentia in der Familie der Hundsgiftgewächse (Apocynaceae). Der Name der Gattung ist ein Anagramm des Gattungsnamens Pentopetia, unter dem die Pflanzen früher geführt worden.

## Beschreibung

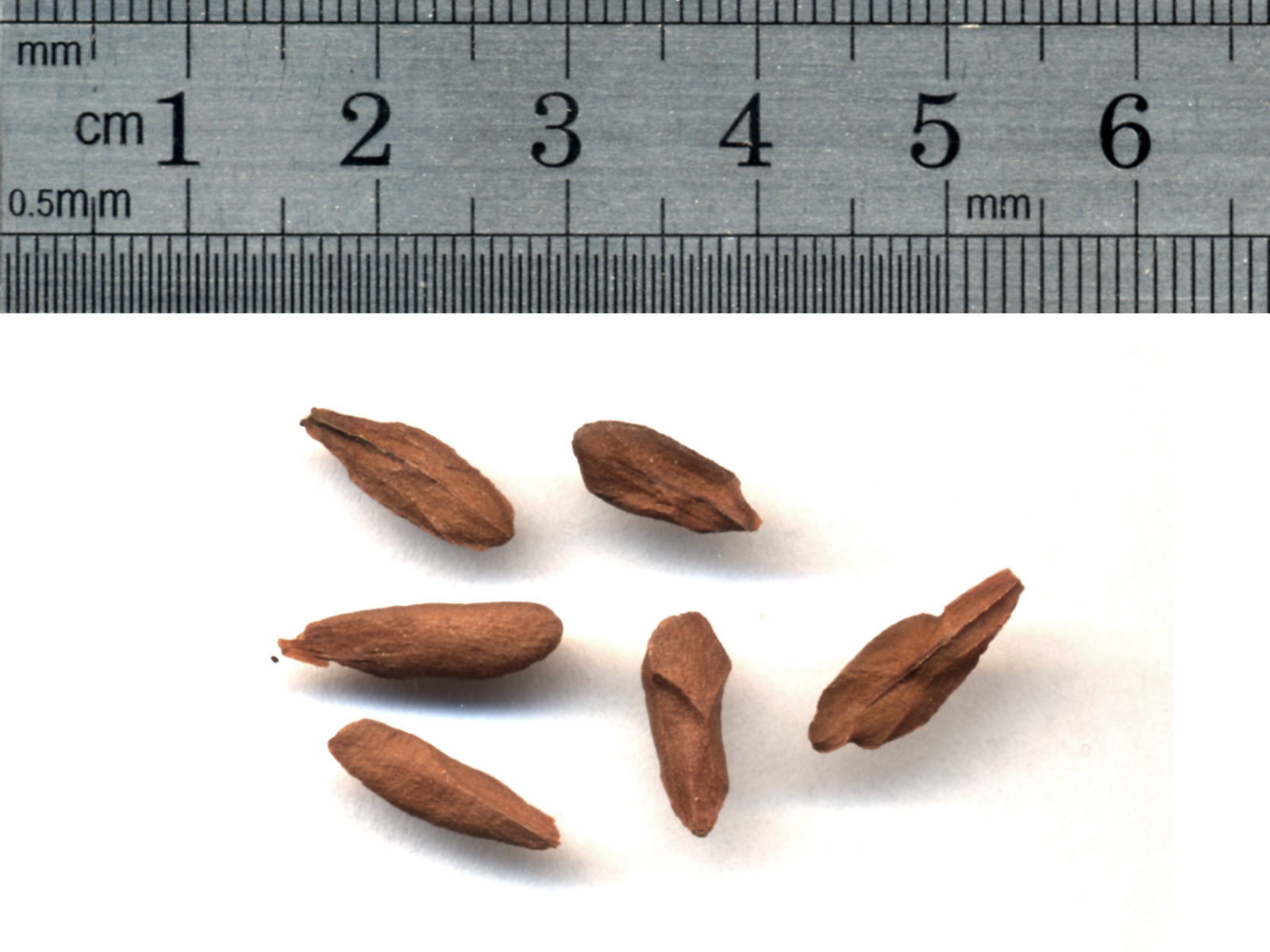
Samen

Petopentia natalensis wächst als Liane aus einer mächtigen, kugeligen Wurzelknolle, die bis zu 40 cm oder auch mehr im Durchmesser erreichen kann. Die Knollen können auch zu mehreren perlschnurartig aufgereiht wachsen. Die windenden, verholzenden Triebe werden bis 15 m hoch und führen weißen Milchsaft. Die kahle Borke ist rötlich bis rotbraun gefärbt. Die kräftigen, gestielten Laubblätter werden 5 bis 13 cm lang und 1 bis 6 cm breit. Die Oberseite der Blattstiele ist rinnig ausgebildet. Die Form der Blattspreite ist basal herzförmig, abgerundet oder stumpf und apikal abgerundet. Die kahlen Blätter sind mehr oder weniger lederig, auf der Oberseite dunkelgrün glänzend und auf der Unterseite meist violett gefärbt.
Die gestielten und mehrblütigen Blütenstände erscheinen seitlich am Trieb und verzweigen sich in spitzkegelige Knospen. Die kahlen und frei stehenden Kelchblätter sind eiförmig und spitz und 1 bis 2 mm lang. Die radförmige Blütenkrone ist nur an der Basis wenig verwachsen. Die schmal dreieckig-lanzettlichen Kronzipfel sind ausgebreitet 12 bis 14 mm lang und 4 mm breit. Die kahlen, spitzen Zipfel sind derb und hellgelb oder hellgrün gefärbt, manchmal auch stark purpurn überhaucht. Die petaploide Nebenkrone entspringt an der Basis der Kronzipfel aus den Winkeln und alterniert mit diesen. Die fadenförmigen, pfriemlichen und aufrechten Nebenkronzipfel sind grünlich gefärbt. Die lanzettlich spitzen und weißlichen Antheren sind kegelig angeordnet. Die fadenförmigen, aus einer verbreiterten Basis entspringenden Staubfäden sind basal mit den Kronzipfeln verwachsen. Der rhomboid bis T-förmige Pollen ist in Tetraden angeordnet.
Die abgeflachte, spindelige Frucht steht paarweise gespreizt und wird 6 bis 11 cm lang und 1,2 bis 1,7 cm breit. Der glatte, schwarzbraune Samen ist länglich und dorsal mit einem Mittelkiel versehen.

## Verbreitung und Systematik
Petopentia natalensis ist in Südafrika in der Provinz KwaZulu-Natal verbreitet. 
Die Erstbeschreibung von Petopentia natalensis erfolgte als Pentopetia natalensis 1894 durch Rudolf Schlechter. Synonyme sind Tacazzea natalensis (Schltr.) N.E.Br. (1907), Ischnolepis natalensis (Schltr.) Venter (2001) und Fockea natalensis hort. (ohne Jahr, nom. inval. ICBN-Artikel 29.1).
Im Handel wird die Pflanze oft unter dem falschen Namen Fockea tugelensis angeboten.